# Epiechinus sculptus
Epiechinus sculptus är en skalbaggsart som beskrevs av Yves Gomy 1969. Epiechinus sculptus ingår i släktet Epiechinus och familjen stumpbaggar. Inga underarter finns listade i Catalogue of Life.